# Port Sunlight

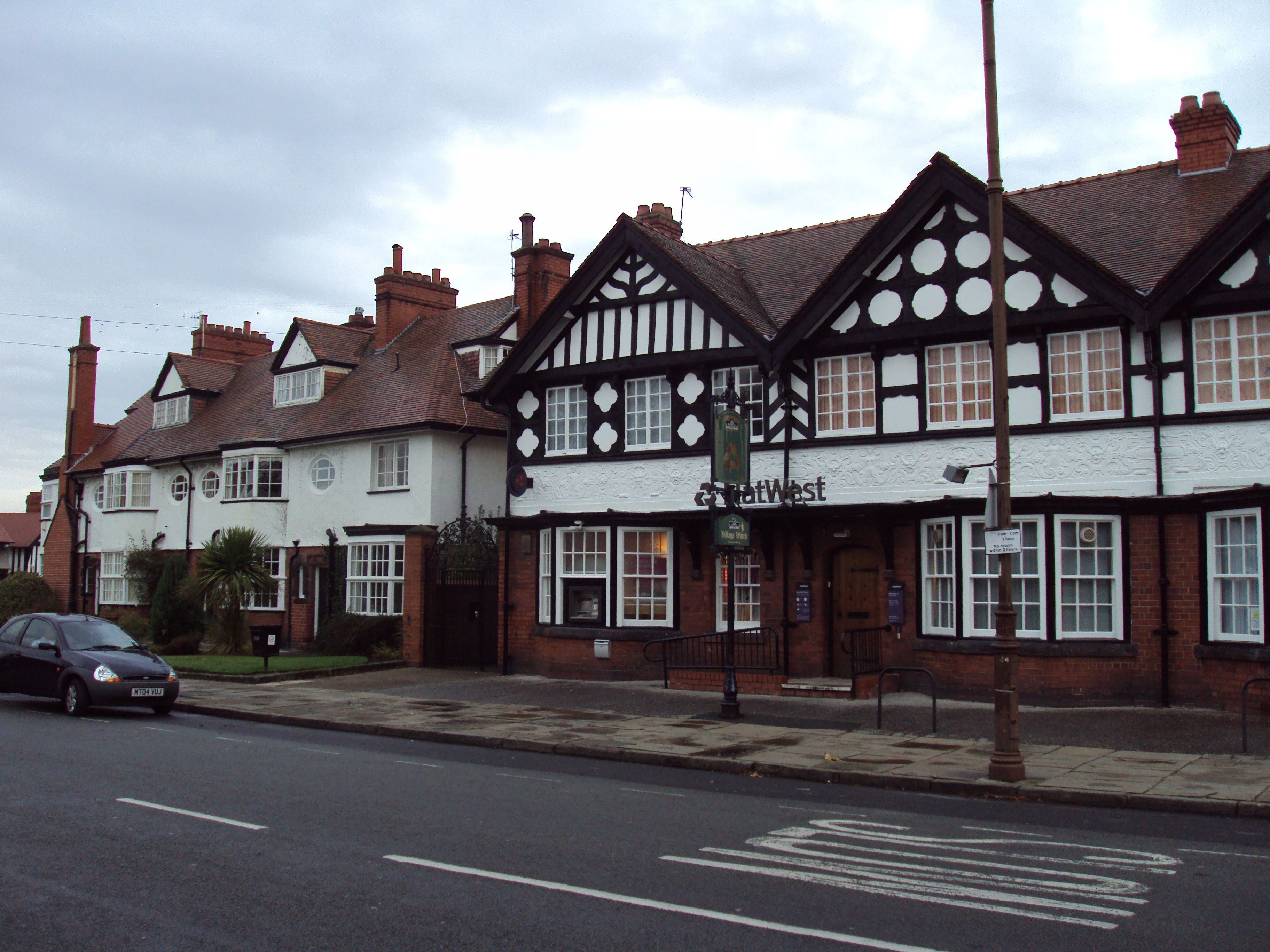
Edifici di Port Sunlight

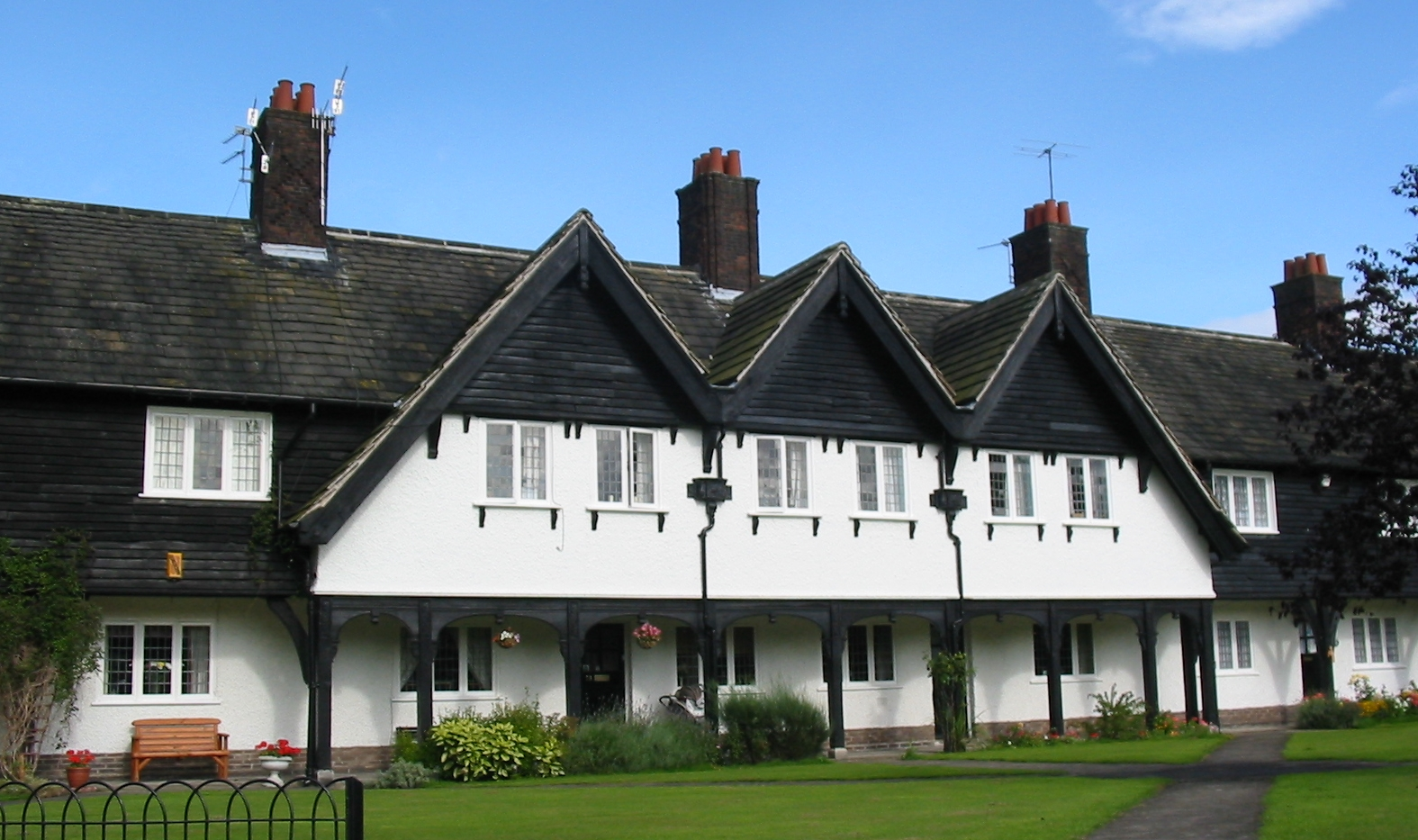
Altro edificio di Port Sunlight

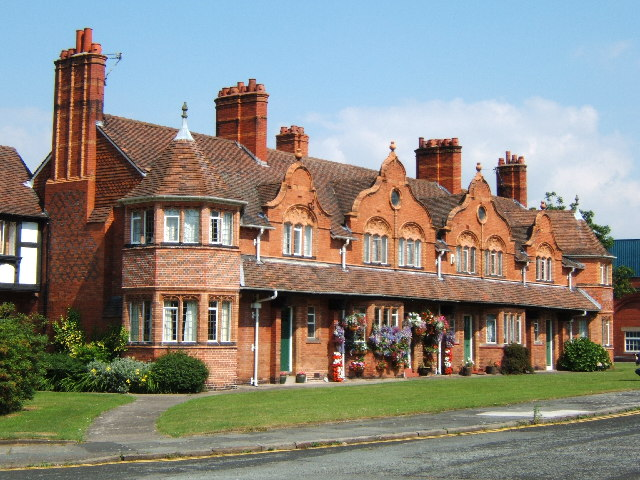
Edificio in mattone rosso a Port Sunlight

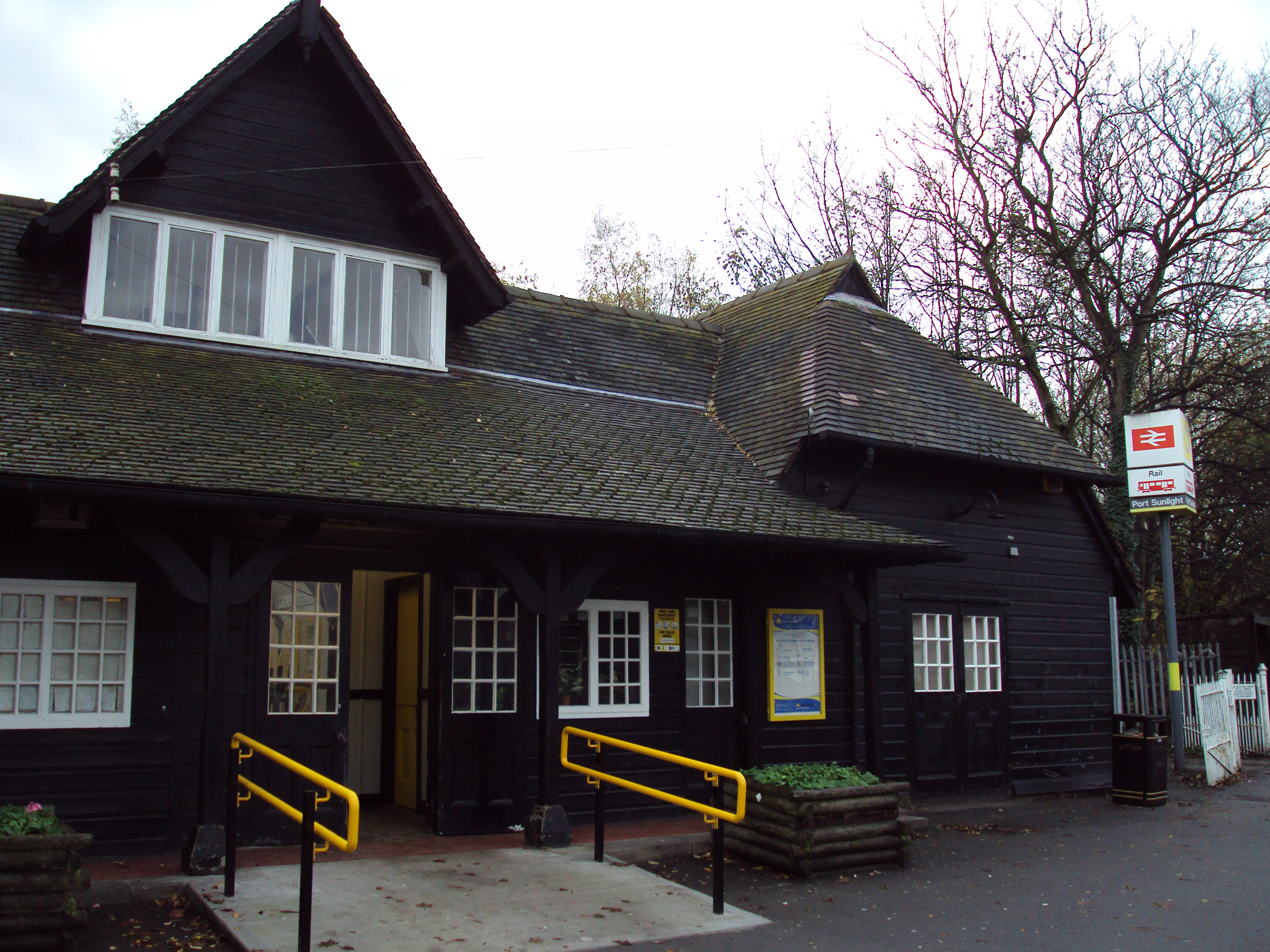
La stazione ferroviaria di Port Sunlight

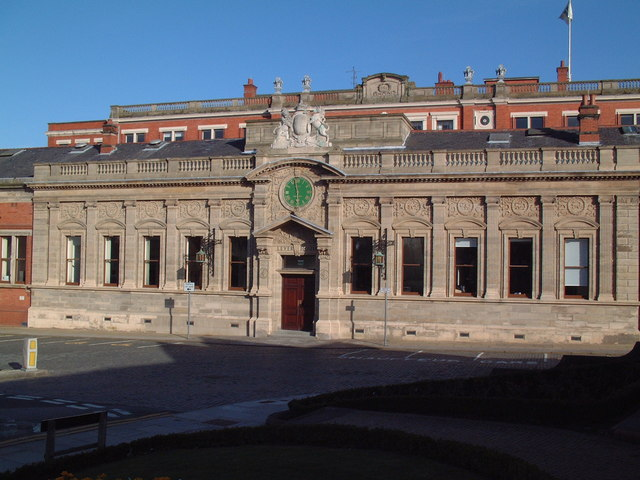
Port Sunlight: la Lever House

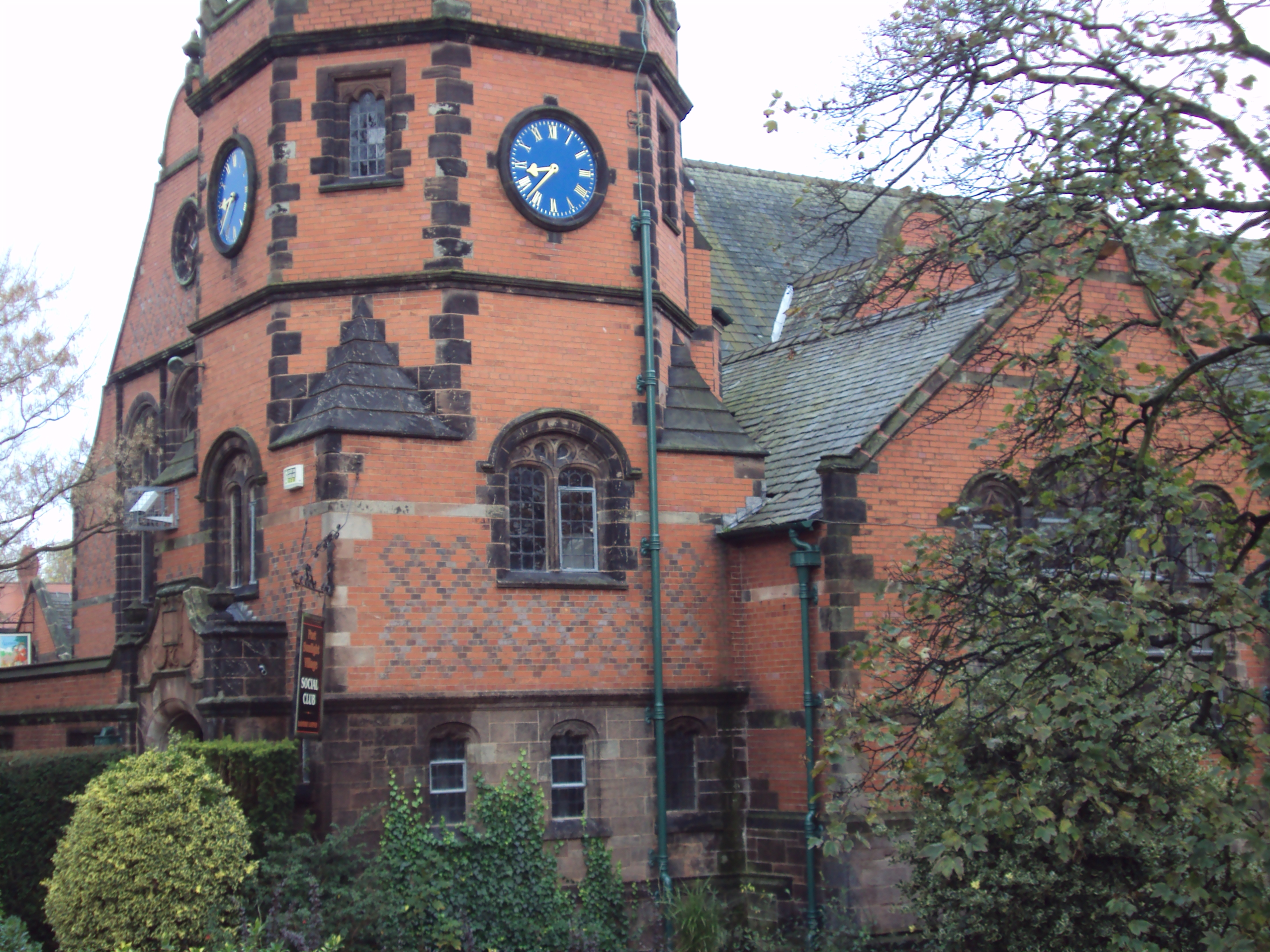
Il Port Sunlight Village Social Club

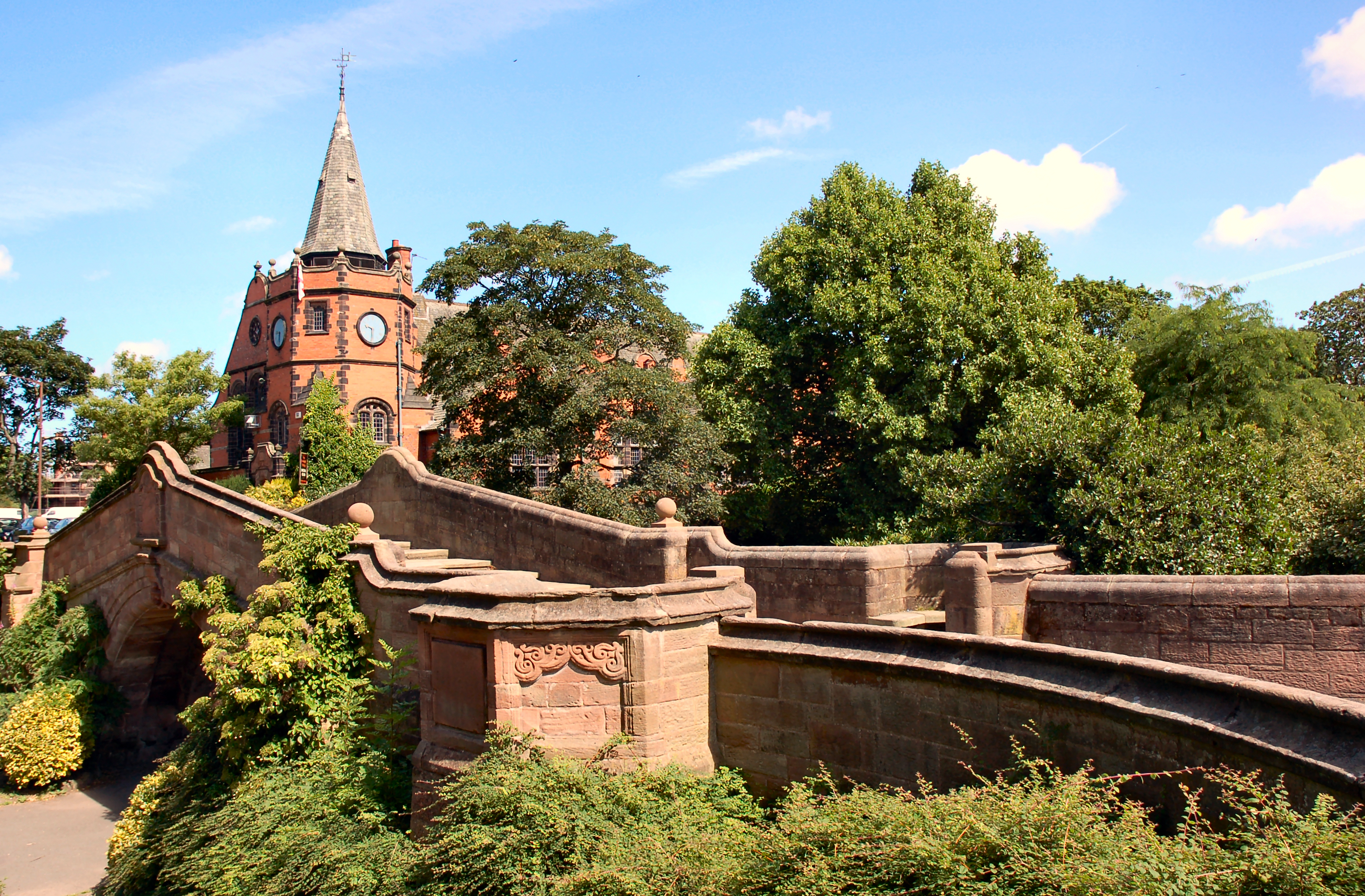
Port Sunlight: Il Dell Bridge

Port Sunlight (1 400 ab. ca.) è un villaggio con status di parrocchia civile della contea inglese del Merseyside (Inghilterra nord-occidentale), situato nella penisola di Wirral e lungo il corso del fiume Mersey, alle porte di Liverpool. Dal 1894 al 1974, faceva parte della contea del Cheshire e al distretto urbano di Bebington.
La cittadina, realizzata come "villaggio modello" o "villaggio-giardino" e dichiarata come "Conservation Area" (dal 1978), fu fondata nel 1888 dall'imprenditore William Hesketh Lever e dai suoi fratelli per ospitare gli operai della sua fabbrica di saponi, la Sunlight Soap.

## Geografia fisica

### Collocazione
Port Sunlight si trova a circa 24 km a sud-ovest del centro di Liverpool e a circa 22 km a nord di Chester.

## Società

### Evoluzione demografica
Al censimento del 2001, Port Sunlight contava una popolazione pari a 1 450 abitanti.

## Architettura
La cittadina si caratterizza per i suoi edifici costruiti secondo vari stili architettonici. Predominanti sono tuttavia gli edifici in stile Tudor e gli edifici in rosso mattone Queen Anne ed elisabettiano.
Circa 900 edifici cittadini sono classificati come edifici di secondo grado.
|  |  |

### Edifici e luoghi d'interesse

#### Lady Lever Art Gallery
Principale attrattiva di Sunlight è la Lady Lever Art Gallery, una pinacoteca realizzata dalla famiglia Lever tra il 1913 e il 1921, allo scopo di favore l'istruzione dei propri operai.
La mostra ospita dipinti di pittori preraffaliti e ceramiche di Wedgwood.
Vi si trovano, tra l'altro, opere di Edward Burne-Jones, John Constable Reynolds, Joshua Reynolds, Dante Gabriel Rossetti, Joseph Turner, ecc.
|  |  |

#### Christ Church
La Christ Church è un edificio risalente al 1901-1902 e costruito in stile gotico in pietra arenaria di Helsby.
|  |  |

#### Memoriale di guerra
Il Memoriale di guerra (War Memorial) è una scultura in granito, realizzata tra il 1916 e il 1921 da John Gosgombe.
|  |  |

#### Bridge Inn
Il Bridge Inn è un edificio realizzato tra il 1909 e il 1910, che prende il nome dal Victoria Bridge.

## Sport
- Port Sunlight Rugby Football Club, squadra di rugby[15]

## Feste ed eventi
- Port Sunlight Summer Festival[16]